# Contrada Castello
La contrada Castello è una delle dieci contrade della città marchigiana di Fermo.

## Storia
La Nobile contrada Castello è stata la prima a svilupparsi attorno al XIII secolo. La maggior parte della contrada, prima dell'anno 1396 era localizzata attorno a quello che oggi viene definito Girfalco, il punto più alto e arroccato della città. Lo stemma della contrada richiama la famiglia degli Sforza che governarono la città nel XV secolo e il cui castello, sito proprio nella zona del Girfalco fu distrutto dalla popolazione di Fermo in rivolta.

## Confini
Est: Nel locale che fu chiesa di tutti i santi fino all'imboccatura del vicolo intermedio agli Orti dell'Ospizio dei P.P.Cappuccini fino ad arrivare alla porta del crocifisso detta di Sant'Antonio.
Sud: Partendo sempre dalla chiesa di tutti i santi si arriva ai confini dei terreni da una parte del conte Paccaroni e dall'altra del signor Luigi Colli terminando lungo le mura castellane nell'ultimo angolo dell'orto del Monastero di S. Chiara.
Ovest: Dal monastero di Santa Chiara fino alla fontana San Pietro continuando fino ad arrivare al convento di Sant'Agostino presso, anche in questo caso, le mura castellane.
Nord: Dall'angolo dell'orto dei padri agostiniani, seguendo le mura castellane si va a terminare nella porta della città detta di Sant'Antonio.

## Albo d'Oro
- Palii dell'Assunta: 3 (1987, 2013, 2017)
- Contesa del pallino: 1 (1986)
- Tiro al Canapo: 1 (1986)
- Tiro per l'Astore: 4  (2010, 2015, 2016)
- Gallo d'oro: 0